# Vädersolstavlan

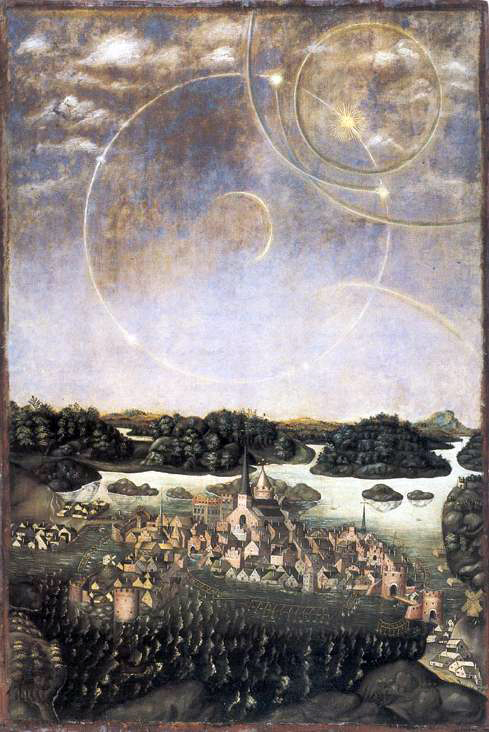
Vädersolstavlan

Vädersolstavlan (literalmente Quadro do Sol do tempo) é uma pintura de Urban Larsson, considerada a mais antiga representação conhecida de Estocolmo. O original de 1535 não sobreviveu, porém acredita-se que uma cópia feita por Jacob Heinrich Elbfas em 1536 seja bastante similar à pintura original.

O quadro mostra uma representação de fenômenos conhecidos como halos, que foram observadas em 20 de abril de 1535 em Estocolmo.